# Koboldmoose

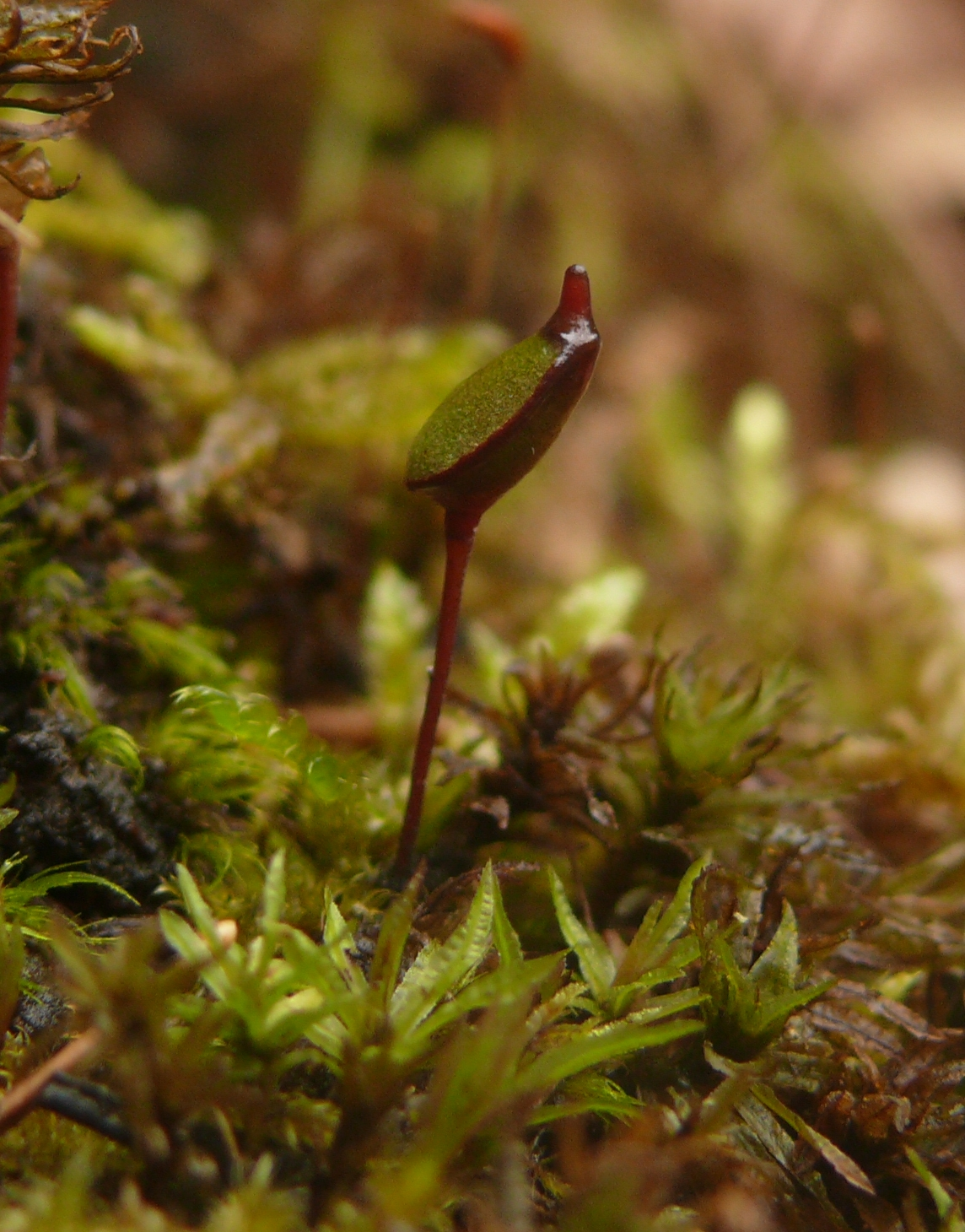
Blattloses Koboldmoos (Buxbaumia aphylla)

Die Koboldmoose (Buxbaumia) sind eine Gattung akrokarper Moose, die allein in der Unterklasse Buxbaumiidae steht und rund zwölf Arten umfasst.
Wegen einiger stark von anderen Moosgruppen abweichender Merkmale war die systematische Stellung der Gattung lange Zeit unklar, heute gelten sie als eigene Unterklasse innerhalb der Bryopsida.

## Name
Der lateinische Name ehrt den deutschen Arzt und Botaniker Johann Christian Buxbaum(* russ. Иога́нн Христиан Буксбаум) (1694–1730). Der deutsche Name Koboldmoos leitet sich vermutlich vom koboldsmützenartigen Sporophyt ab.

## Beschreibung
Die Koboldmoose sind eine stark abgeleitete und spezialisierte Gruppe.
Charakteristisch für alle Moose der Familie ist der stark reduzierte Gametophyt, der stängellos ist und lediglich aus einer Blattrosette besteht. Bei vielen Arten sind auch die Blätter reduziert und winzig, oder fehlen sogar fast vollständig. Im letzten Fall wird der Sporophyt durch das Protonema ernährt.
Der Sporophyt ist im Vergleich dazu groß. Er kann sowohl sitzend als auch lang gestielt sein, ist aber stets asymmetrisch blasen- bis eiförmig. Das zweireihige Peristom besteht aus 16 oder 32 Zähnen. Die Zähne bestehen wie bei den Bryidae aus Zellwänden – nicht aus ganzen Zellen – sogenannte arthrodonte Zähne. die aber stark zurückgebildet sind, und nur noch aus Zellresten oder aus verdickten Zellwänden bestehen, und die keine Funktion bei der Verbreitung der Sporen mehr haben. Die Verbreitung der Sporen erfolgt bei den mit Luft gefüllten Kapseln ähnlich wie bei einem Blasebalg.

## Systematik
Aufgrund der arthrodonten Zähne wurden die Koboldmoose früher zu den Bryidae gestellt. Molekularbiologische Untersuchungen haben aber gezeigt, dass dieses Merkmal in beiden Gruppen unabhängig entstanden sein muss und sie nicht näher miteinander verwandt sind. Aufgrund der geringen Artenzahl und der stark abgeleiteten Merkmale wird vermutet, dass es sich bei der Familie um Überreste einst artenreicherer Laubmoosgruppen handelt. Fossile Koboldmoose sind jedoch nicht bekannt.
Die Familie besteht aus einer weltweit verbreiteten Gattung:
- Buxbaumia mit 12 Arten, die einjährig sind und auf morschem Holz oder Erde wachsen. Die weiblichen Gametophyten bestehen aus einer rund ein Millimeter großen Blattrosette, die männlichen sind mikroskopisch klein und bestehen aus einem dem Protonema aufsitzenden Blatt mit eingeschlossenem Antheridium. In Deutschland nur die Arten
  - Blattloses Koboldmoos (Buxbaumia aphylla) und
  - Grünes Koboldmoos (Buxbaumia viridis)